# 상비경찰

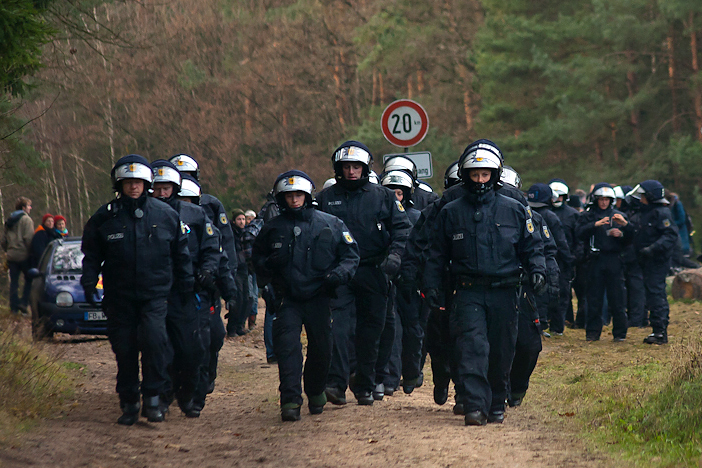

상비경찰(독일어: Bereitschaftspolizei; Bepo 베라이트샤프츠폴리차이[*])은 독일의 경찰기동대다. 연방경찰의 분견병력 및 지방경찰 병력으로 이루어져 있다.
연방내무부는 베를린에 상비경찰 본청을 두고 독일 전국의 상비경찰 병력을 조정하며, 표준화된 무기 및 차량 등 장비를 지급한다.
연방경찰은 산하에 10개 연방경찰분견대(독일어: Bundespolizeiabteilung; BPA)를 두고 있다. 이 분견대들은 독일 전국 각지의 필요한 곳에 배치되어 지방경찰을 지원한다. 지방경찰의 상비경찰은 시위진압, 재난구호 및 필요할 경우 보호경찰을 지원하는 일을 한다. 심각한 재난이나 폭동이 발생했을 시 어느 주의 상비경찰이 다른 주로 지원파견을 나갈 수도 있다.
상비경찰들은 병영에 배속되며 군대와 같은 체계를 갖춘다. 120명에서 150명의 병력으로 이루어진 백인조라는 중대급 부대들로 구성된다. 대부분의 주의 상비경찰은 병력 600-800명의 대대급 규모를 가지고 있지만 큰 6개 주에서는 연대급 규모를 유지한다.